# Open 13 2010 - Qualificazioni singolare
Le qualificazioni del singolare dell'Open 13 2010 sono state un torneo di tennis preliminare per accedere alla fase finale della manifestazione. I vincitori dell'ultimo turno sono entrati di diritto nel tabellone principale. In caso di ritiro di uno o più giocatori aventi diritto a questi sono subentrati i lucky loser, ossia i giocatori che hanno perso nell'ultimo turno ma che avevano una classifica più alta rispetto agli altri partecipanti che avevano comunque perso nel turno finale.
Le qualificazioni del Open 13 2010 prevedevano 32 partecipanti di cui 4 accedevano al tabellone principale.

## Teste di serie
1. Illja Marčenko (ultimo turno)
2. Assente
3. Josselin Ouanna (ultimo turno)
4. Laurent Recouderc (ultimo turno)

1. Stéphane Bohli (qualificato)
2. Thierry Ascione (secondo turno)
3. Édouard Roger-Vasselin (qualificato)
4. Ivan Serheev (secondo turno)

## Qualificati
1. Édouard Roger-Vasselin
2. Yannick Mertens

1. Stéphane Bohli
2. Ruben Bemelmans

## Tabellone

### Legenda
| - Q = Qualificato - WC = Wild card - LL = Lucky loser | - ALT = Alternate - SE = Special Exempt - PR = Protected Ranking | - w/o = Walkover - r = Ritirato - d = Squalificato |

### Sezione 1
|  | Primo turno      | Primo turno            | Primo turno            | Primo turno | Primo turno |  |  | Secondo turno          | Secondo turno          | Secondo turno          | Secondo turno          | Secondo turno |   |   | Terzo turno    | Terzo turno    | Terzo turno | Terzo turno | Terzo turno |  |
|  |                  |                        |                        |             |             |  |  |                        |                        |                        |                        |               |   |   |                |                |             |             |             |  |
|  | 1                | Illja Marčenko         | 4                      | 6           | 6           |  |  |                        |                        |                        |                        |               |   |   |                |                |             |             |             |  |
|  |                  | Rik De Voest           | 6                      | 3           | 2           |  |  | Illja Marčenko         | Illja Marčenko         | Illja Marčenko         | 7                      | 6             |   |   |                |                |             |             |             |  |
|  | Nicolas Mahut    | Nicolas Mahut          | Nicolas Mahut          | 6           | 7           |  |  | Nicolas Mahut          | Nicolas Mahut          | Nicolas Mahut          | 62                     | 4             |   |   |                |                |             |             |             |  |
|  | Igor Sijsling    | Igor Sijsling          | Igor Sijsling          | 4           | 63          |  |  |                        |                        |                        |                        |               |   |   | Illja Marčenko | Illja Marčenko | 3           | 6           | 3           |  |
|  | Conor Niland     | Conor Niland           | Conor Niland           | 6           | 6           |  |  |                        |                        | Édouard Roger-Vasselin | Édouard Roger-Vasselin | 6             | 1 | 6 |                |                |             |             |             |  |
|  | Jonathan Hilaire | Jonathan Hilaire       | Jonathan Hilaire       | 3           | 4           |  |  | Conor Niland           | Conor Niland           | Conor Niland           | 5                      | 3             |   |   |                |                |             |             |             |  |
|  | 7                | Édouard Roger-Vasselin | Édouard Roger-Vasselin | 6           | 6           |  |  | Édouard Roger-Vasselin | Édouard Roger-Vasselin | Édouard Roger-Vasselin | 7                      | 6             |   |   |                |                |             |             |             |  |
|  |                  | Thibault Venturino     | Thibault Venturino     | 3           | 2           |  |  |                        |                        |                        |                        |               |   |   |                |                |             |             |             |  |

### Sezione 2
|  | Primo turno         | Primo turno         | Primo turno         | Primo turno | Primo turno |  |  | Secondo turno       | Secondo turno       | Secondo turno       | Secondo turno | Secondo turno |   |    | Terzo turno     | Terzo turno     | Terzo turno | Terzo turno | Terzo turno |  |
|  |                     |                     |                     |             |             |  |  |                     |                     |                     |               |               |   |    |                 |                 |             |             |             |  |
|  | Yannick Mertens     | Yannick Mertens     | Yannick Mertens     | 6           | 4           |  |  |                     |                     |                     |               |               |   |    |                 |                 |             |             |             |  |
|  | Benjamin Balleret   | Benjamin Balleret   | Benjamin Balleret   | 3           | 1R          |  |  | Yannick Mertens     | Yannick Mertens     | Yannick Mertens     | 7             | 6             |   |    |                 |                 |             |             |             |  |
|  | Andreas Vinciguerra | Andreas Vinciguerra | Andreas Vinciguerra | 6           | 6           |  |  | Andreas Vinciguerra | Andreas Vinciguerra | Andreas Vinciguerra | 6(1)          | 2             |   |    |                 |                 |             |             |             |  |
|  | Takao Suzuki        | Takao Suzuki        | Takao Suzuki        | 3           | 3           |  |  |                     |                     |                     |               |               |   |    | Yannick Mertens | Yannick Mertens | 4           | 6           | 7           |  |
|  | Serhij Bubka        | Serhij Bubka        | Serhij Bubka        | 6           | 6           |  |  |                     |                     | Serhij Bubka        | Serhij Bubka  | 6             | 4 | 65 |                 |                 |             |             |             |  |
|  | Evgenij Kirillov    | Evgenij Kirillov    | Evgenij Kirillov    | 2           | 4           |  |  | Serhij Bubka        | Serhij Bubka        | Serhij Bubka        | 7             | 6             |   |    |                 |                 |             |             |             |  |
|  | 8                   | Ivan Serheev        | Ivan Serheev        | 6           | 6           |  |  | Ivan Serheev        | Ivan Serheev        | Ivan Serheev        | 65            | 3             |   |    |                 |                 |             |             |             |  |
|  |                     | Marco Crugnola      | Marco Crugnola      | 1           | 3           |  |  |                     |                     |                     |               |               |   |    |                 |                 |             |             |             |  |

### Sezione 3
|  | Primo turno           | Primo turno           | Primo turno     | Primo turno | Primo turno |  |  | Secondo turno         | Secondo turno         | Secondo turno         | Secondo turno  | Secondo turno  |   |   | Terzo turno     | Terzo turno     | Terzo turno     | Terzo turno | Terzo turno |  |
|  |                       |                       |                 |             |             |  |  |                       |                       |                       |                |                |   |   |                 |                 |                 |             |             |  |
|  | 3                     | Josselin Ouanna       | Josselin Ouanna | 7           | 6           |  |  |                       |                       |                       |                |                |   |   |                 |                 |                 |             |             |  |
|  |                       | Gō Soeda              | Gō Soeda        | 5           | 4           |  |  | Josselin Ouanna       | Josselin Ouanna       | Josselin Ouanna       | 6              | 6              |   |   |                 |                 |                 |             |             |  |
|  | Jurij Ščukin          | Jurij Ščukin          | 3               | 7           | 6           |  |  | Jurij Ščukin          | Jurij Ščukin          | Jurij Ščukin          | 3              | 4              |   |   |                 |                 |                 |             |             |  |
|  | James Ward            | James Ward            | 6               | 5           | 3           |  |  |                       |                       |                       |                |                |   |   | Josselin Ouanna | Josselin Ouanna | Josselin Ouanna | 3           | 2           |  |
|  | Roberto Bautista Agut | Roberto Bautista Agut | 3               | 6           | 6           |  |  |                       |                       | Stéphane Bohli        | Stéphane Bohli | Stéphane Bohli | 6 | 6 |                 |                 |                 |             |             |  |
|  | Jerome Inzerillo      | Jerome Inzerillo      | 6               | 2           | 1           |  |  | Roberto Bautista Agut | Roberto Bautista Agut | Roberto Bautista Agut | 2              | 1              |   |   |                 |                 |                 |             |             |  |
|  | 5                     | Stéphane Bohli        | Stéphane Bohli  | 6           | 7           |  |  | Stéphane Bohli        | Stéphane Bohli        | Stéphane Bohli        | 6              | 6              |   |   |                 |                 |                 |             |             |  |
|  |                       | Daniel Evans          | Daniel Evans    | 2           | 5           |  |  |                       |                       |                       |                |                |   |   |                 |                 |                 |             |             |  |

### Sezione 4
|  | Primo turno     | Primo turno       | Primo turno       | Primo turno | Primo turno |  |  | Secondo turno     | Secondo turno     | Secondo turno   | Secondo turno   | Secondo turno   |   |   | Terzo turno       | Terzo turno       | Terzo turno       | Terzo turno | Terzo turno |  |
|  |                 |                   |                   |             |             |  |  |                   |                   |                 |                 |                 |   |   |                   |                   |                   |             |             |  |
|  | 4               | Laurent Recouderc | Laurent Recouderc | 7           | 6           |  |  |                   |                   |                 |                 |                 |   |   |                   |                   |                   |             |             |  |
|  |                 | Jesse Huta Galung | Jesse Huta Galung | 5           | 3           |  |  | Laurent Recouderc | Laurent Recouderc | 7               | 1               | 7               |   |   |                   |                   |                   |             |             |  |
|  | Stefano Galvani | Stefano Galvani   | 6                 | 6           | 6           |  |  | Stefano Galvani   | Stefano Galvani   | 63              | 6               | 65              |   |   |                   |                   |                   |             |             |  |
|  | A Menéndez      | A Menéndez        | 7                 | 2           | 4           |  |  |                   |                   |                 |                 |                 |   |   | Laurent Recouderc | Laurent Recouderc | Laurent Recouderc | 65          | 4           |  |
|  | Ruben Bemelmans | Ruben Bemelmans   | Ruben Bemelmans   | 7           | 6           |  |  |                   |                   | Ruben Bemelmans | Ruben Bemelmans | Ruben Bemelmans | 7 | 6 |                   |                   |                   |             |             |  |
|  | Niels Desein    | Niels Desein      | Niels Desein      | 67          | 3           |  |  | Ruben Bemelmans   | Ruben Bemelmans   | 3               | 6               | 7               |   |   |                   |                   |                   |             |             |  |
|  | 6               | Thierry Ascione   | Thierry Ascione   | 6           | 6           |  |  | Thierry Ascione   | Thierry Ascione   | 6               | 3               | 63              |   |   |                   |                   |                   |             |             |  |
|  |                 | Romain Hardy      | Romain Hardy      | 1           | 4           |  |  |                   |                   |                 |                 |                 |   |   |                   |                   |                   |             |             |  |